# Cipro all'Eurovision Song Contest 2010
Cipro ha selezionato il proprio rappresentante all'Eurovision Song Contest 2010 attraverso l'Epilogi tis Kipriakis Simmetohis.
A vincere la competizione sono stati il cantante gallese Jon Lilygreen con i The Islanders, che hanno gareggiato con il brano Life Looks Better in Spring.

## Partecipanti
Inizialmente erano stati previsti 10 partecipanti, ma sono stati squalificati i Deep Zone Project (che hanno rappresentato la Bulgaria all'Eurovision Song Contest 2008) con Play.
| Ordine | Artista                         | Titolo                      | Autori                                                  | Punti | Posizione |
| ------ | ------------------------------- | --------------------------- | ------------------------------------------------------- | ----- | --------- |
| 1      | Konstantinos Christoforou       | Angel                       | Constantinos Christoforou (m), Zinon Zompilis (t)       | 17    | 2         |
| 2      | Evagoras Evagorou               | I'm gonna be                | Marios Melekis, Christos Filippou (m), Anthi Pashi (t)  | 7     | 8         |
| 3      | Jon Lilygreen & The Islanders   | Life looks better in spring | Nasos Lambrianidis (m & t), Melis Konstantinou (m)      | 24    | 1         |
| 4      | Hovig Demirjian                 | Goodbye                     | Valeria Partali (m & t)                                 | 15    | 3         |
| 5      | Vivian Douglas                  | Rhapsody                    | Leanna Varnavidou (m & t), Helena Antoniou (t)          | 4     | 9         |
| 6      | Anthi Pashi                     | You gotta go                | Anthi Pashi (m & t)                                     | 13    | 5         |
| 7      | Konstantinos Kontozis Soulthrow | Island of love              | Konstantinos Kountouzis (m & t)                         | 15    | 3         |
| 8      | Andreas Economedes              | Waiting                     | Christodoulos Charalambides, Andreas Economides (m & l) | 9     | 7         |
| 9      | Nicole Paparistodemou           | Like a woman                | Mike Connaris (m & t)                                   | 10    | 6         |

## All'Eurovision Song Contest
I vincitori hanno rappresentato Cipro gareggiando nella seconda semifinale del 27 maggio, qualificandosi per la finale (per la prima volta dal 2005) dove sono arrivati ventunesimi.